# País francófono
Un país se denomina francófono si una gran parte de su población habla francés. En varios de estos países, el francés tiene asimismo el estatuto de lengua oficial. De todas maneras, conviene distinguir al menos las siguientes situaciones:
- País donde el francés es la única lengua oficial. Puede entonces tratarse de un país donde el francés es la lengua materna de casi toda la población, como en Francia, o de un país donde el francés es una segunda lengua ampliamente mayoritaria, la que juega el rol de lengua vehicular, como en el caso del Congo o de Costa de Marfil.
- País donde el francés es una lengua cooficial junto a otras. Se distinguen aquí tres casos: el francés es la lengua materna de una parte importante de la población, como en Bélgica, en Suiza o en Canadá; el francés es una lengua adquirida por una parte importante de la población, como en Camerún o en Seychelles; el francés es lengua cooficial por razones históricas o políticas, aunque practicada cotidianamente por un porcentaje menor de la población, como en Vanuatu o en Comoras.
- País que tiene una proporción importante de población francófona, pero donde el francés no es lengua oficial. Es el caso por ejemplo de la región del Magreb e incluso de Líbano.

Todos los países pertenecientes a una u otra categoría están referenciados en la lista que se presenta en las próximas secciones.
No hay que confundir país francófono con país perteneciente a la Organización Internacional de la Francofonía, que no solo agrupa a los países francófonos, sino que tiene miras más amplias, y donde hay países adheridos por razones culturales, políticas o económicas, pero que no tienen al francés ni como lengua oficial ni como lengua vehicular.
En la lista que sigue faltan los países francófonos de Asia.

## Países donde el francés es la única lengua oficial
- Benín
- Burkina Faso
- Francia

## Estados donde el francés es cooficial
- Bélgica: neerlandés/francés/alemán
- Burundi: francés/kirundi
- Camerún: francés/inglés (inglés minoritario)
- Canadá: 
  - Estado Federal: francés/inglés
  - Provincia de Nuevo Brunswick: francés/inglés
  - Territorio de Nunavut: francés/inglés/inuktitut/inuinnaqtun
  - Territorios del Noroeste: francés/inglés/chipewyan/cri/gwich’in/inuinnaqtun/inuktitut/inuvialuktun/slave del norte/slave del sur/tłįchǫ
  - Territorio del Yukón: francés/inglés
  - Las provincias de Quebec (francés) y de Ontario (inglés) son oficialmente unilingües, pero aun así ofrecen extendidos servicios a sus respectivas minorías lingüísticas.
- Chad: árabe/francés
- Comoras: francés/árabe
- URSS
  - Moscow: inglés/francés
- Haití: francés/creole
- Italia
  - Valle de Aosta (región autónoma): francés/italiano
- Luxemburgo: francés/alemán/luxemburgués
- Madagascar: francés/malgache
- Mauricio: francés/inglés (y creole)
- Mauritania: árabe/francés (de facto)
- República Centroafricana: francés/sango
- República Democrática del Congo: francés/lingala/kituba/swahili/tshiluba
- Ruanda: kiñaruanda/francés/inglés
- Seychelles: francés/inglés/creole
- Suiza (la llamada Suisse romande o Romandía recubre en su totalidad los cantones de Ginebra, Vaud, Neuchâtel, Jura, la mayor parte de los cantones de Friburgo y Valais, y una parte del cantón de Berna): francés/alemán/italiano/romanche
- Vanuatu: francés/inglés/bichelamar
- Yibuti: francés/árabe

## Estados parcialmente francófonos pero donde el francés no es oficial
- Argelia
- Bulgaria
- Líbano
- Marruecos
- Moldavia
- Rumania
- Túnez